# 레오니트 셰바르신
레오니트 블라디미로비치 셰바르신(러시아어: Леонид Владимирович Шебаршин, 1935년 3월 24일 ~ 2012년 3월 30일)은 국가보안위원회 (KGB) 제1총국 (대외정보국) 국장 출신으로, 블라디미르 크류치코프의 뒤를 이어 1991년, 국가보안위원회 (KGB) 위원장을 지낸 사람이다. 2012년 3월 30일, 모스크바 시내의 자택에서 권총으로 자살하였는데, 신병(身病)을 비관했기 때문으로 추정된다.